# Lago di Cazaux e di Sanguinet
Il lago di Cazaux e di Sanguinet (in lingua francese lac de Cazaux et de Sanguinet) è un lago francese che si trova in Nuova Aquitania e appartiene parte al dipartimento della Gironda e in parte a quello delle Landes. Sta fra i Pays de Buch (a nord) e i Pays de Born (a sud). A nord fa parte del territorio del comune di La Teste-de-Buch (frazione Cazaux), a est di quello di Sanguinet e a sud di quello di Biscarrosse. Il canale delle Landes lo collega al bacino di Arcachon e al lago di Biscarrosse e di Parentis. Fa parte dei grandi laghi delle Landes.

## Classificazione
Il lago di Cazaux e di Sanguinet è un sito naturale classificato con decreto del 16 agosto 1977 a titolo di "stagno delle Landes del nord". 269 ha della sua riva nord-est e 586 ha della sua riva sud-est costituirono l'oggetto d'un inventario ZNIEFF di tipo 1 nel 1984. Esso è infine costitutivo del sito Natura 2000 (SIC/pSIC) «Zone umide dietro le dune del pays de Born».

## Storia
Esso si è formato per accumulo delle acque provenienti dalla piana delle Landes, in particolare grazie alla Gourgue, corso d'acqua sulle rive del quale vi era l'insediamento dell'antico villaggio di Losa, sparito successivamente sotto le sue acque.
La località di Sanguinet è stata progressivamente esplorata, minuziosamente misurata e inventariata a partire dagli anni 1970. I subacquei del CRESS (Centro di ricerche e studi sublacustri di Sanguinet) hanno individuato numerosi siti dell'età del ferro nell'antico letto della Gourgue.
Il livello delle acque del lago si è in effetti innalzato rispetto ai tempi storici, ricoprendo fabbricati e mobili, in particolare piroghe monoxile in pino marittimo e quercia.

## Siti archeologici
La nascita dei laghi litoranei della costa aquitana è dovuta alla formazione della catena di dune che costituiva ostacolo allo scorrere dei numerosi corsi d'acqua rivieraschi drenanti il litorale a sud della Garonna. La formazione di dune è a sua volta la conseguenza di fenomeni concomitanti, i cui "attori" sono le correnti oceaniche del golfo di Biscaglia, le inondazioni dell'insieme della rete fluviale aquitana e dei venti occidentali dominanti. I corsi d'acqua costieri videro i loro estuari ostruirsi progressivamente e le loro soglie di scolo si soprelevarono provocando, a est di questo sbarramento naturale, l'accumulo di acqua dolce.

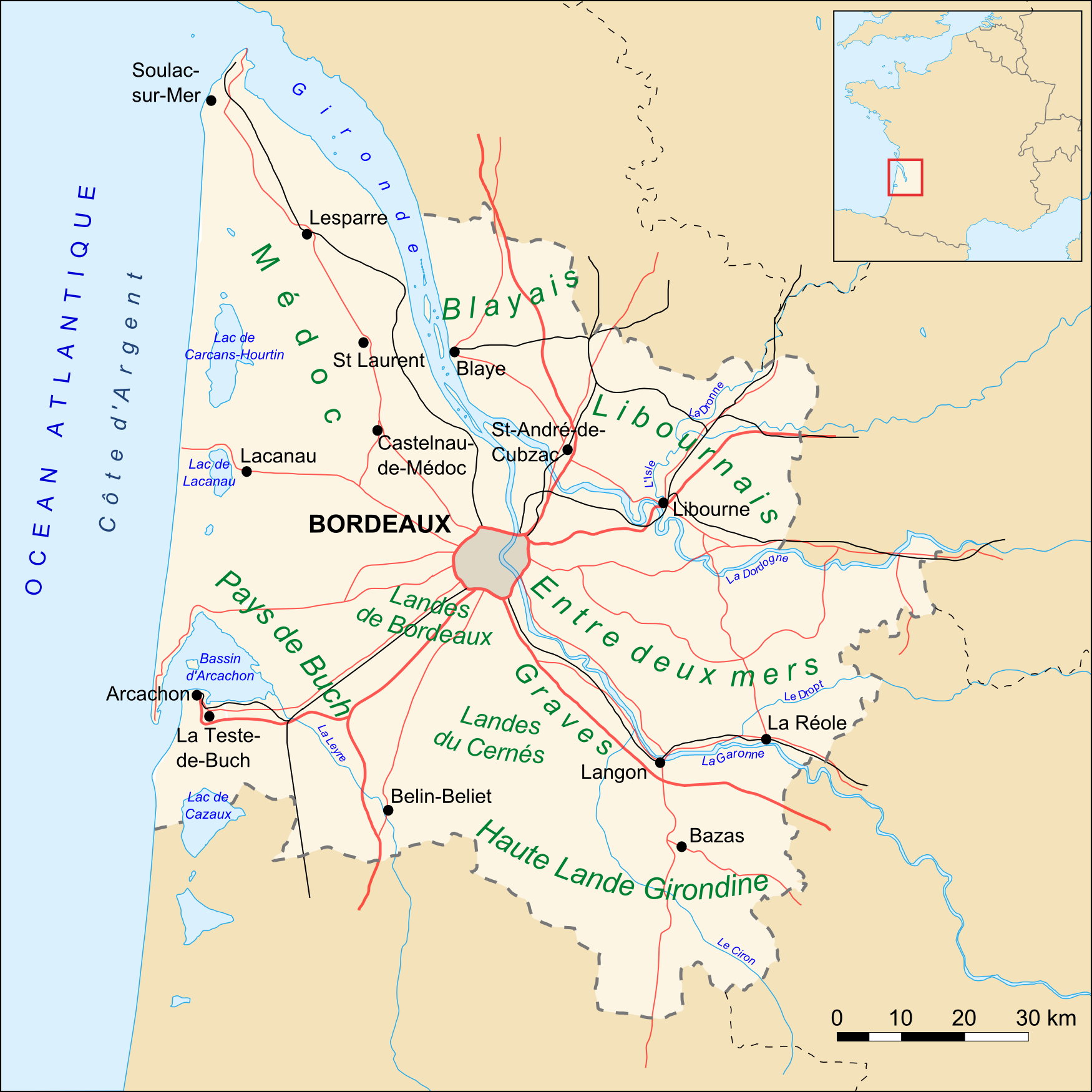
Carta del dipartimento della Gironda, con il lago

Questa risalita ineluttabile delle acque prigioniere delle sabbie conobbe lunghi periodi di stabilità estesi per vari secoli, seguiti da accelerazioni violente che, in qualche decennio, obbligarono la popolazione ad abbandonare i loro spazi vitali, per trasferirsi a monte. Al centro del sistema dei laghi litoranei, solo il bacino d'Arcachon ha conservato una via di comunicazione permanente con il mare, grazie alla portata relativamente importante della Leyre e alla sua estensione, che fa sì che a ogni cambiamento di marea enormi volumi d'acqua passino per lo stretto. Tre villaggi che segnano il letto della Gourgue sono stati inghiottiti dalle acque del lago, essendo i più profondi quelli più antichi.

### Villaggio gallo-romano di Losa
(I – III secolo d.C.) Per raggiungere il villaggio di Losa la strada romana litorale proveniente dal nord doveva attraversare il fiume la cui valle oggi si trova a 7 m di profondità. Pali di quercia o di pino piantati nella parte bassa danno la traccia di questo "lungo ponte" che si allinea perfettamente con le tracce della strada rimaste fuori dalle acque. Losa occupava un ampio pianoro ben drenato, al riparo delle piene, a due metri circa sopra il livello del fiume. Si trattava di una mansio, cioè una stazione di sosta lungo una strada romana, gestita dal governo centrale e messa a disposizione di dignitari, ufficiali, o di chi viaggiasse per ragioni di stato. Il villaggio si sviluppava intorno a un tempio la cui pianta è molto simile ai numerosi fanum presenti in tutta l'Aquitania.
Di quest'insediamento sono stati ritrovati numerosi reperti quali monete dell'epoca, oggetti in ceramica, cocci di tinozze e grandi giare, ecc.
Il tempio era una costruzione rettangolare di 12 m per 10, con un vestibolo d'ingresso e con muri di garluche, una pietra tipica delle Landes, spessi 45 cm.

### Villaggio fortificato di Estey du Large
(III – I secolo a.C.) Il villaggio dell'Estey du Large si trovava sulla riva sinistra del fiume, che, in quel luogo, non superava i 150 m di larghezza. La parte piana ed alta di questa località si trova ora a 7 m di profondità media; una pendenza del 10% circa consente di raggiungere il letto dell'antico fiume a 11 m di profondità. Il sito si presenta come un vasto spazio ellittico di oltre 3000 m². Un centinaio di pali in quercia o pino formavano due recinzioni che assicuravano protezione al villaggio. Un grande accumulo di tronchi costituiva uno strato solido per questa palizzata. Il suolo di occupazione, ricco di cocci in ceramica, va da 20 a 30 cm di spessore. Su questo vasto spazio vi è qualche focolare importante, ma ne sono stati reperiti moltissimi secondari. Lo spazio interno non mostra tracce di abitazioni. Tuttavia, a livello della recinzione, si rilevano le indicazioni più significative che mostrano come alcune abitazioni fossero integrate nell'opera difensiva. I mobili in ceramica tipici della fine dell'età del ferro sono piuttosto abbondanti. Gli oggetti metallici rinvenuti con gli scavi archeologici sono rari, il che dimostra la scarsità di scambi commerciali. Solo le leghe in rame o argento hanno resistito alla corrosione delle acque del lago. Sono stati inventariati solo una dozzina di fibule e alcuni anelli. Più di dieci anni di scavi non hanno consentito che di trovare due monete del I secolo a.C. all'interno della recinzione. Sono stati rilevati numerosi frammenti di scorie di riduzione, di raffinazione o di forgiatura di ferro, il che fa pensare che l'Estey sia stato un centro di produzione di ferro. Fu alla fine del I secolo a.C. che gli abitanti dell'Estey dovettero abbandonare il loro insediamento a causa dell'ascesa del livello delle acque, per stabilirsi più a monte.

### Villaggio di Put Blanc
(VII – IV secolo a.C.) L'insediamento di Put Blanc ricopre una superficie di più di 3 ha a una profondità media di 13 m sotto il pelo d'acqua. Le vestigia degli abitati, all'estremità orientale del lago primitivo, risalgono alla I fase dell'età del ferro. Ciò che stupisce è che gli abitanti di allora abbiano scelto di stabilirsi su parti del terreno poco sopraelevate nelle zone paludose del lago. Si tratta verosimilmente di una preoccupazione difensiva riguardo a un ambiente ritenuto ostile, visto che nelle vicinanze esistevano zone al riparo delle variazioni del livello delle acque.
A 12 m di profondità, Put Blanc I e Put Blanc II presentano importanti gruppi di pali. Queste due zone, distanti una decina di metri l'una dall'altra, corrispondono a due insediamenti costruiti su una leggera sopraelevazione del terreno. Put Blanc III corrisponde a un insediamento più strutturato. Si tratta di un impiantito di capanne sistemato su un promontorio di superficie ridotta. Costruendo su sabbie molto mobili, gli abitanti di allora hanno realizzato una solida base con piccoli tronchi sovrapposti. Queste piattaforme, ricoperte di uno strato di argilla, costituivano un pavimento di terra battuta, ben isolato dal risalire dell'umidità. Si tratta di una pianta rettangolare lunga 4.6 m e larga 3.3 m. Al centro si nota la presenza di un solo focolare in argilla di un metro di diametro. I cocci di reperti in terracotta sono numerosi, sull'insieme della zona archeologica, ma la loro densità è assai più importante sugli spazi abitati. S'incontrano delle decorazioni in rilievo, presenti già nell'età del bronzo. Le datazioni effettuate sui pali confermano l'occupazione dell'insediamento per tutto il periodo della prima età del ferro.

### Le piroghe
Trenta piroghe piroghe monoxile sono state repertoriate fino a ora. Tre di esse erano vicine al villaggio di Losa, tre altre sono state scoperte nel letto dell'antico fiume, 24 sulla zona archeologica del Put Blanc. Di queste ventisei sono intagliate in legno di pino e solo quattro in legno di quercia. Due di esse furono estratte dalle acque del lago e sono state oggetto di un trattamento conservativo nel laboratorio Art-Nucléart di Grenoble, per poi essere installate in apposite vetrine a temperatura e umidità costanti nel museo di Sanguinet.
La piroga nº 20 (età del bronzo) è in quercia ed ha un'età di circa 3270 anni. Si tratta della parte posteriore di una piroga che aveva a poppa una tavola rimovibile in legno di pino. La piroga nº 5 est, lunga 8 m, è stata costruita integralmente in legno di pino ed ha un'età di circa 2700 anni (età del ferro).